# Nesoclopeus
Nesoclopeus es un género de pequeñas aves gruiformes perteneciente a la familia Rallidae. Una de las dos especies que contiene el género se considera extinta desde finales del siglo XX.

## Especies
Contiene las siguientes especies:
- - Nesoclopeus poecilopterus †
  - Nesoclopeus woodfordi